# 率居
率居（솔거，?—?），新罗畵家，出身寒微，不知世系。
率居生而善畫，曾经在於皇龍寺壁上畫老松樹，枝葉盤屈，就像真的一样。燕雀等烏鳶鳥類，常常看到飛向壁畫。到了後，因为是假的，所以会掉落下来。年久颜色暗淡，寺僧再以丹靑補畫，鳥雀不再至。又慶州芬皇寺《觀音菩薩圖》、晋州斷俗寺《維摩像》、《眞興王大獵圖八幅》，都是他的筆蹟，世傳爲神畫。